# Ludomir Janowski
Ludomir Antoni Janowski (ur. 1 grudnia 1862 we wsi Kurianowszczyzna na Wileńszczyźnie, zm. w październiku 1939 w Warszawie) – polski malarz, portrecista.

## Życiorys
Syn Wilhelma i Julii z Tomkowiczów. Ukończył szkołę średnią w Wilnie. W latach 1878–1880 studiował w Wileńskiej Szkole Rysunku u Iwana Trutniewa. Następnie przebywał w Petersburgu (1880–1896), gdzie kontynuował naukę jako wolny słuchacz w Akademii Sztuk Pięknych. Po powrocie do kraju osiadł w Warszawie.

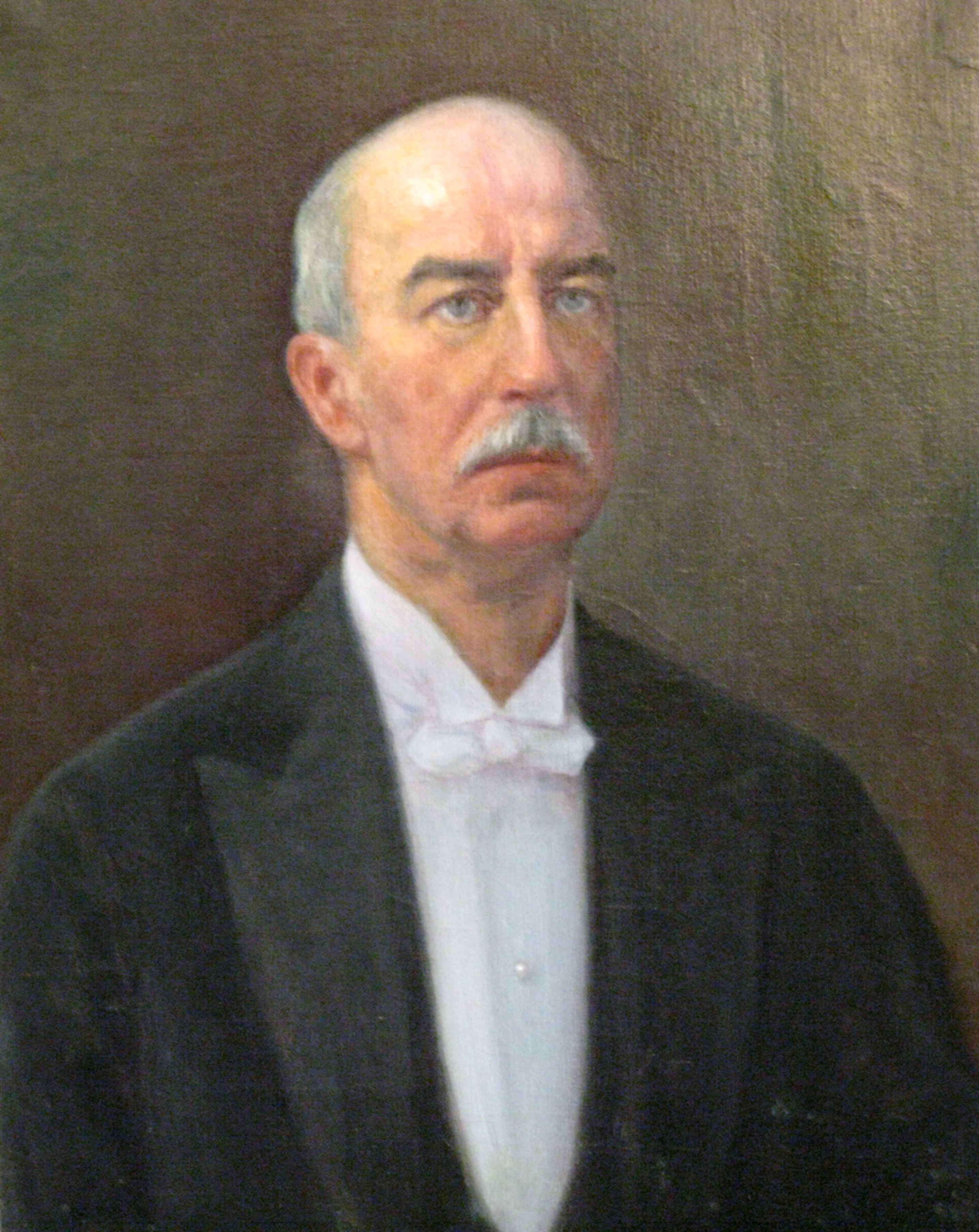
Portret prezydenta Polski Gabriela Narutowicza, 1922

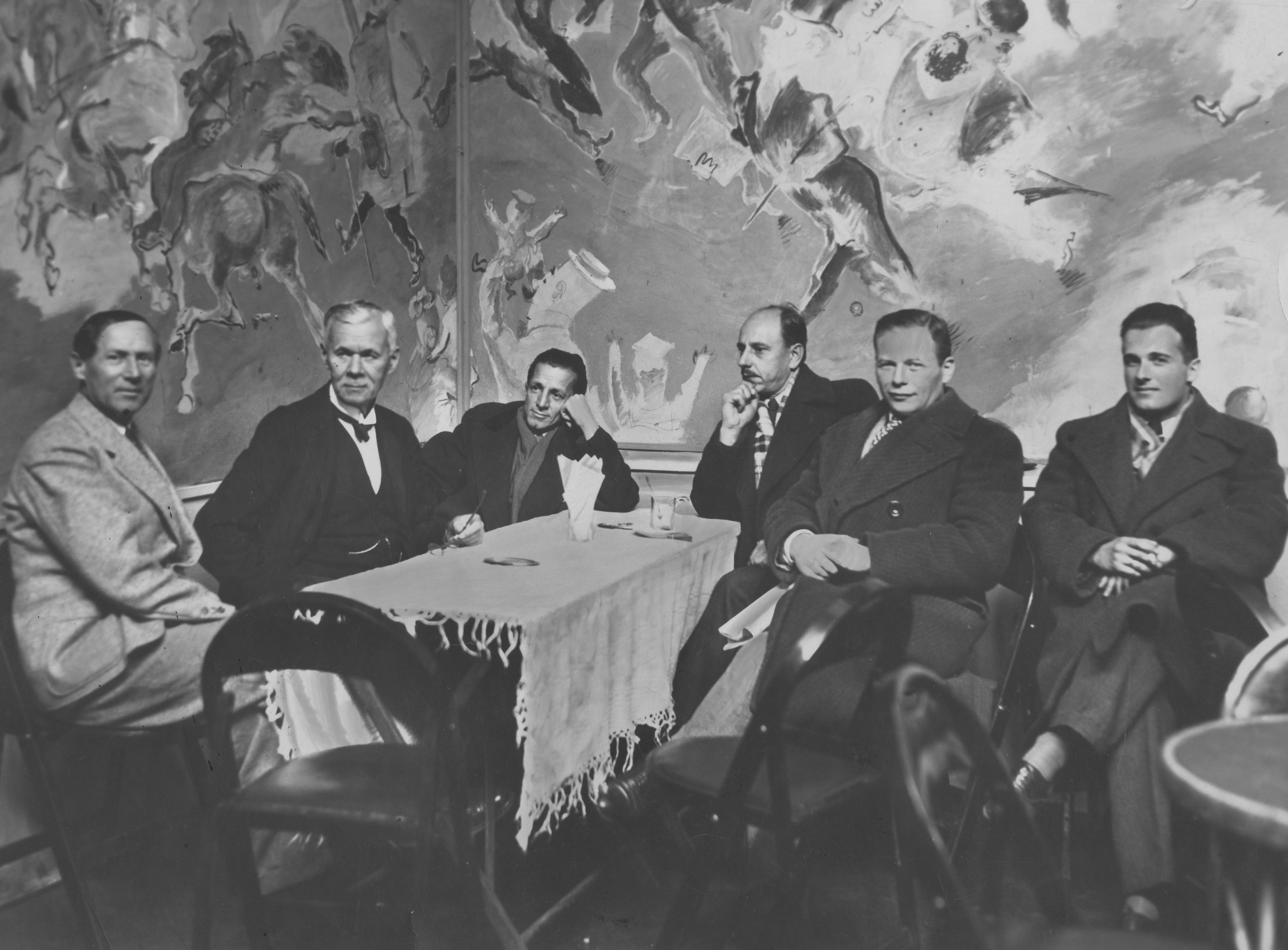
Kawiarnia IPS w Warszawie, 1933. Od lewej: Alfred Terlecki, Ludomir Janowski, Henryk-Nowina Czerny, Edward Czerwiński, Aleksander Rafałowski, Maciej Nehring

Tworzył głównie portrety, rzadziej malował pejzaże, martwe natury i akty. Posługiwał się obok techniki olejnej także akwarelą, rzadziej pastelami i kredką. Wystawiał w Petersburgu (1887–1889), Paryżu (1904–1905), Monachium, Berlinie, Wilnie, Łodzi i Krakowie. Później głównie w Warszawie m.in. w Towarzystwie Zachęty Sztuk Pięknych, salonach Aleksandra Krywulta i Czesława Garlińskiego. 
Był aktywnym członkiem Towarzystwa Zachęty Sztuk Pięknych, organizatorem Kolonii Malarskiej w Nowym Mieście nad Pilicą w 1935 oraz wystawy prac Józefa Pankiewicza w 1933 w Instytucie Propagandy Sztuki.
Zmarł w październiku 1939 na Starym Mieście w Warszawie. Został pochowany na cmentarzu Bródnowskim (108M-3-18).

## Ordery i odznaczenia
- Złoty Krzyż Zasługi (11 listopada 1934)[4]